# San Juan Capistrano (Kalifornija)
San Juan Capistrano je grad u američkoj saveznoj državi Kalifornija. Prema popisu stanovništva iz 2010. u njemu je živjelo 34.593 stanovnika.